# Delta de kame
Um delta kame é um acidente geográfico glacial feito por uma corrente fluindo através do gelo glacial e criando depósito de material (Kame - distinto porque tem sido ordenado pela ação da corrente) ao entrar em um lago ou lagoa na extremidade ou término da geleira, deste modo "em frente" dela, um lago proglacial. Este acidente geográfico pode ser frequentemente observado depois que a geleira foi derretida e usualmente tem um delta (no sentido da letra grega) ou forma triangular. Frequentemente ao se unir a geleira, as extremidades do delta podem abaixar, na medida em que o gelo debaixo dela se derrete e um terreno errático pode ser depositado na área lateral ou de margem, também como material que é depositado da geleira derretida.